# ميناء كايو ليفانتادو
يقع ميناء كايو ليفانتادو أو ميناء سامانا أو ميناء فونديديرون في أرويو باريل ، سامانا ، جمهورية الدومينيكان .

## نظرة عامة
تم بناء ميناء سامانا في عام 1977 كميناء تجاري مجاني لإيداع المنتجات غير الضريبية أو تسويقها. لا يتلقى أي عمليات للحاويات ، ويخضع حاليا لعمليات غير منتظمة.

## معلومات الميناء
- المكان:
- التوقيت المحلي: UTC − 4
- الطقس / المناخ / الرياح السائدة: من 15 مايو حتى 15 سبتمبر
- المناخ: مشمس في الغالب ، الاستوائية. يمتد موسم الأعاصير من يونيو إلى نوفمبر
- الرياح السائدة: الاتجاه ENE – ESE
- متوسط درجة الحرارة: 28-30   ° C